# A Pesti Hírlap Könyvtára
A Pesti Hírlap Könyvtára egy 20. századi enciklopédikus jellegű magyar könyvsorozat.

## Története
A Pesti Hírlap Könyvtára a 20. század elején megjelent A Műveltség Könyvtárához hasonlóan az emberi kultúra népszerű–olvasmányos feldolgozását kísérelte meg. A Budapesten a Pesti Hírlap kiadásában 1937 és 1940 között megjelent 5 kötet összességében körülbelül 5900 oldalas terjedelmével igen nagy vállalkozásnak számított. A sorozatban napvilágot látott egy egy kötetes általános lexikon; egy, az ismereteket nagyobb tárgyak szerint csoportosító enciklopédia; egy földrajzi mű; egy magyar történelmi összefoglalás; és egy vaskos művészettörténet. Az egyes kötetek szövegképekkel, térképekkel, és fekete-fehér fényképekkel gazdagon ellátva kerültek az olvasóközönség elé. Az egyszerű fekete vászonborító elején aranyozott növényi motívumok között arany betűkkel szerepelt a cím. Hasonlóan aranyozott növényi motívumok díszítették a kötetek gerincét.
A Szépművészetek könyvéből a Lechner Jenő tollából való A magyar építészet a renaissance korától a milléniumig című rész különlenyomatban is megjelent 1940-ben 71 oldalon.

## Fakszimile kiadás
A teljes sorozatnak nincs elektronikus vagy fakszimile kiadása, csak egyes kötetek jelentek meg újra:
- Az Ezeréves Magyarország, PÁN Könyvkiadó, Budapest, 1999, ISBN 9637965327[4]
- A szépművészetek könyve, PÁN Könyvkiadó, Budapest, 1999, ISBN 963-7965-41-6[5]

## Részei
| Kötetszám | Kötetcím                    | Szerzők | Kiadási év | Oldalszám | Meghatározás                         |
| --------- | --------------------------- | --- | ---------- | --------- | ------------------------------------ |
| I.        | Lexikon egy kötetben A–Z-ig | nincs feltüntetve | 1937       | 1171      | egy általános lexikon                |
| II.       | Az élet útmutatója          | Dr. Wodetzky József, Dr. Strömpl Gábor, Ernyei Frigyes, Dr. Ritlop Béla, Dr. Misángyi Ottó, Gáspárné Dávid Margit, ifj. Gonda Béla, Zólyomi Bálint | 1937       | 1187      | egy tényleges enciklopédia           |
| III.      | A Föld és lakói             | Baktay Ervin, Balanyi György, Bernatzik Hugó, Bulla Béla, Cholnoky Jenő | 1938       | 1192      | egy földrajzi összefoglalás          |
| IV.       | Az Ezeréves Magyarország    | Donászy Ferenc, Bulla Béla, Kniezsa István, Soós Lajos, Balla Antal, Benda Jenő, Csapodi Csaba, Caesar De Sgardelli, Egyed István, Gonda Béla, Gönyey Sándor, Höllrigl József, Jaskó Sándor, Kézdi Kovács László, Koroknay István, Lányi Viktor, Marschalkó Teofil, Misángyi Ottó, Rexa Dezső, Révay József, Somogyi István, Soós István, Takács József, Tamás Ernő, Trócsányi Zoltán, Vajthó László, Viski Károly, Ybl Ervin, Zólyomi Bálint | 1939       | 1200      | egy magyar történelmi mű             |
| V.        | A szépművészetek könyve     | Barát Béla, Bárányné Oberschall Magda, Ifj. Csemegi József, Dobrovits Aladár, Voit Pál | 1940       | 1184      | egy művészettörténeti összefoglalása |